# Белото камене
„Скалното светилище Белото камене“ се намира на скалисто възвишение над с. Дуня, (Област Смолян).

## Описание и особености
Името на светилището идва от белите варовикови скали, от които е съставено скалистото възвишение. Надморската височина на скалния масив е приблизително 700 m. Светилището е частично проучено през 1979 г. То е причислено от изследователи – археолози към тип тракийско светилище, разположено на естествено скално възвишение със сравнително малка по площ тераса, покрита частично със землен насип. В този случай обикновено оградни зидове маркират култовата площ. На най-високата част при светилището в местността „Белото камене“, в скалите има следи от издигане на строително съоръжение от нетраен материал (дърво) и глинена замазка за култово съоръжение. В периода на почитането на мястото (ХV век пр. Хр. – ІІ век сл. Хр.), в процепите между скалите хората са депонирани дарове за почитаните божествата – натрошени глинени съдове със специфична богата украса и монети. Вероятно при обявяването на християнството за официална религия в Римската империя през 330 г., светилището е било изоставено.
Обектът е археологическа недвижима културна ценност. Находките от проучванията се съхраняват в РИМ „Стою Шишков“ – гр.Смолян. Най-интересната от тях е колективна находка от еднотипни 726 бронзови монети сечени в античния град Марония, голям номинал, от ІІ-І век пр. Хр.

## Социализация
През 2005 г. обектът е оборудван с информационни табели и включен в маршрути на културен туризъм, предлагани в гр.Златоград.